# ثريوز
الثريوز هو سكر أحادي يتكون من أربع ذرات كربون وهو أحد الكربوهيدرات التي تحمل الصيغة الجزيئية C4H8O4. وهو يمتلك مجموعة ألديهيد طرفية بدلا من مجموعة الكيتون في السلسلة الخطية ولذلك فهو يعتبر من عائلة السكريات الأحادية الألديهايدية.